# Tenetiše, Kranj
Tenetiše so naselje v Mestni občini Kranj.